# 鞠奈
鞠奈（まりな、1992年9月29日 - ）は、日本のグラビアアイドル、タレント。東京都出身。マグニファイエンタテインメント所属。

## 経歴
青木まりなの芸名で2012年グラビアデビュー。
2013年、ミスFLASH2013のセミファイナリストに選出。その後、グラビアアイドルユニットG☆Girls第3・4期メンバーとして活躍する。
2015年3月26日、G☆Girls卒業。
芸名を鞠奈に改名し、2022年活動を再開。
2022年9月より、RIZINのラウンドガールを務める。

## 出演作品

### テレビ・WebTV
- TBS「謝りたい人がいます〜1億3000万人の謝罪ドキュメントバラエティ〜」（2013年）
- BeeTV「ぼくらの恋愛クリニック　毎度ごめんどうおかけします」（2013年）
- テレビ朝日「お願いランキング」（2013年8月）
- フジテレビ「SUMMER NUDE」（2013年8月）
- フジテレビ「ファーストクラス」（2014年5月）
- 日本テレビ「ガチネリさまぁ〜ず」（2015年1月7日）
- AbemaTV「ニューヨーク恋愛市場」（2023年1月10日）
- TBS「オールスター後夜祭 2023年秋」

### 雑誌
- 集英社「週刊ヤングジャンプ」（2014年3月27日）
- 「EX MAX」（2013年6月26日発売号）
- 「週刊実話」（2013年5月30日発売号）
- パチンコスロットホール情報マガジン「P!PUSH」（2013年5月29日発刊号）
- 「素っぴん DMM」（2013年5月15日発売号）
- 「エキサイター」（2013年5月15日発売号）
- バイク雑誌「モトモト」（2013年4月6日発売号）
- 光文社「FLASH」（2013年3月26日発売号）
- 集英社「週刊プレイボーイ」（2012年12月10日発売号）

### DVD
1. マリーナ（2013年5月24日発売、竹書房）
2. 絶対まりな！！（2013年9月20日発売、イーネットフロンティア）
3. 大人の恋（2014年5月25日発売、エアーコントロール）
4. あなたとなら…（2014年12月21日発売、BNS）

### 写真集
1.  はじまりの吐息。（2023年2月24日発売、プレステージ出版グラビア）

### 参加ユニット
- FLASH発、グラビアアイドルユニット「G☆Girls」第3期メンバー